# Marathon de Nagoya
Le Marathon de Nagoya ou Marathon international féminin de Nagoya (japonais : 名古屋国際女子マラソン, Nagoya kokusai joshi marason) est une épreuve de course à pied de 42,195 km organisée annuellement depuis 1984, réservée aux femmes, qui se déroule début mars dans la ville de Nagoya au Japon.
L'épreuve de 2011 a été annulée en raison du grand tremblement de terre de 2011 au Japon.

## Palmarès
| Date | Athlète                                   | Pays                                      | Temps                                     |
| ---- | ----------------------------------------- | ----------------------------------------- | ----------------------------------------- |
| 2024 | Yuka Ando                                 | Japon                                     | 2 h 21 min 19 s                           |
| 2023 | Ruth Chepngetich                          | Kenya                                     | 2 h 18 min 08 s                           |
| 2022 | Ruth Chepngetich                          | Kenya                                     | 2 h 17 min 18 s                           |
| 2021 | Mizuki Matsuda                            | Japon                                     | 2 h 21 min 51 s                           |
| 2020 | Mao Ichiyama                              | Japon                                     | 2 h 20 min 29 s                           |
| 2019 | Helalia Johannes                          | Namibie                                   | 2 h 22 min 25 s                           |
| 2018 | Meskerem Assefa                           | Éthiopie                                  | 2 h 21 min 45 s                           |
| 2017 | Eunice Kirwa                              | Bahreïn                                   | 2 h 21 min 17 s                           |
| 2016 | Eunice Kirwa                              | Bahreïn                                   | 2 h 22 min 40 s                           |
| 2015 | Eunice Kirwa                              | Bahreïn                                   | 2 h 22 min 08 s                           |
| 2014 | Mariya Konovalova                         | Russie                                    | 2 h 23 min 43 s                           |
| 2013 | Ryoko Kizaki                              | Japon                                     | 2 h 23 min 34 s                           |
| 2012 | Albina Mayorova                           | Russie                                    | 2 h 23 min 52 s                           |
| 2011 | Annulé à la suite du tremblement de terre | Annulé à la suite du tremblement de terre | Annulé à la suite du tremblement de terre |
| 2010 | Yuri Kano                                 | Japon                                     | 2 h 27 min 11 s                           |
| 2009 | Yoshiko Fujinaga                          | Japon                                     | 2 h 28 min 13 s                           |
| 2008 | Yurika Nakamura                           | Japon                                     | 2 h 25 min 51 s                           |
| 2007 | Yasuko Hashimoto                          | Japon                                     | 2 h 28 min 49 s                           |
| 2006 | Harumi Hiroyama                           | Japon                                     | 2 h 23 min 26 s                           |
| 2005 | Yumiko Hara                               | Japon                                     | 2 h 24 min 19 s                           |
| 2004 | Reiko Tosa                                | Japon                                     | 2 h 23 min 57 s                           |
| 2003 | Takami Ominami                            | Japon                                     | 2 h 25 min 03 s                           |
| 2002 | Mizuki Noguchi                            | Japon                                     | 2 h 25 min 35 s                           |
| 2001 | Kazumi Matsuo                             | Japon                                     | 2 h 26 min 01 s                           |
| 2000 | Naoko Takahashi                           | Japon                                     | 2 h 22 min 19 s                           |
| 1999 | Lyubov Morgunova                          | Russie                                    | 2 h 27 min 43 s                           |
| 1998 | Naoko Takahashi                           | Japon                                     | 2 h 25 min 48 s                           |
| 1997 | Madina Biktagirova                        | Russie                                    | 2 h 29 min 30 s                           |
| 1996 | Izumi Maki                                | Japon                                     | 2 h 27 min 32 s                           |
| 1995 | Kamila Gradus                             | Pologne                                   | 2 h 27 min 29 s                           |
| 1994 | Eriko Asai                                | Japon                                     | 2 h 30 min 30 s                           |
| 1993 | Kamila Gradus                             | Pologne                                   | 2 h 27 min 38 s                           |
| 1992 | Teruko Oe                                 | Japon                                     | 2 h 31 min 04 s                           |
| 1991 | Sachiko Yamashita                         | Japon                                     | 2 h 31 min 02 s                           |
| 1990 | Wanda Panfil                              | Pologne                                   | 2 h 31 min 04 s                           |
| 1989 | Zhao Youfeng                              | Chine                                     | 2 h 28 min 20 s                           |
| 1988 | Zhao Youfeng                              | Chine                                     | 2 h 27 min 56 s                           |
| 1987 | Carla Beurskens                           | Pays-Bas                                  | 2 h 28 min 27 s                           |
| 1986 | Katrin Dörre                              | Allemagne de l'Est                        | 2 h 29 min 33 s                           |
| 1985 | Nanae Sasaki                              | Japon                                     | 2 h 33 min 57 s                           |
| 1984 | Glenys Quick                              | Nouvelle-Zélande                          | 2 h 34 min 25 s                           |

## Sources
- (en) Cet article est partiellement ou en totalité issu de l’article de Wikipédia en anglais intitulé « Nagoya Marathon » (voir la liste des auteurs).